# سیسیل فابر آسپینال اوگلندر
سیسیل فابر آسپینال اوگلندر (انگلیسی: Cecil Faber Aspinall-Oglander; ۱ ژانویهٔ ۱۸۷۸ – ۱ ژانویهٔ ۱۹۵۹) پرسنل نظامی، تاریخ‌نگار و نویسنده اهل بریتانیا بود.